# Elías Pereyra
Pour les articles homonymes, voir Pereyra.
Elías Pereyra est un footballeur argentin né le 15 janvier 1999 à González Catán. Il évolue au poste de défenseur à Sport Lisboa e Benfica.

## Biographie

### En club
Pereyra passe par toutes les catégories des jeunes de San Lorenzo. Il joue son premier match avec l'équipe senior le 19 août 2018, contre le CA Lanús.

### En sélection
Avec l'équipe d'Argentine des moins de 20 ans, il participe au championnat sud-américain des moins de 20 ans en début d'année 2019. Lors de cette compétition, il joue quatre matchs. Les argentins terminent deuxième du tournoi, derrière l'Équateur.

## Palmarès
- Deuxième du championnat de la CONMEBOL en 2019 avec l'équipe d'Argentine des moins de 20 ans